# 올림픽공원 나홀로나무
올림픽공원 나홀로나무는 서울올림픽공원의 유명한 나무이다.
1. ↑  https://www.lafent.com/mbweb/news/view.html?news_id=113757